# فريدريك ولهلم براون
فريدريك ولهلم براون (بالبرتغالية: Friedrich Wilhelm Braun‏) (18 يوليو 1941 بريو دي جانيرو في البرازيل - 2 فبراير 2025) هو لاعب كرة سلة برازيلي في مركز هجوم صغير الجسم، شارك في الألعاب الأولمبية الصيفية 1964 وبطولة كأس العالم لكرة السلة 1963 ودورة الألعاب الأمريكية 1963.

## وصلات خارجية
- فريدريك ولهلم براون على موقع الاتحاد الدولي لكرة السلة (الإنجليزية)
- فريدريك ولهلم براون على موقع سبورتس رفرنس (الإنجليزية)
- فريدريك ولهلم براون على موقع أوليمبيديا (الإنجليزية)
- فريدريك ولهلم براون على موقع اللجنة الأولمبية البرازيلية (البرتغالية)